# Parque Nacional Saikai
O Parque Nacional Saikai é um parque nacional japonês, localizado na prefeitura de Nagasaki. Extendendo-se por 24 646 hectares, foi designado parque nacional em 16 de março de 1955.